# Trichofrondosa
Trichofrondosa es un género de ácaros perteneciente a la familia Trematuridae.

## Especies
- Trichofrondosa amazonasae (Hirschmann, 1986)
- Trichofrondosa frondosa (Hirschmann, 1972)
- Trichofrondosa guayaramerinensis (Hirschmann, 1986)